# Die Insel der Stimmen
Die Insel der Stimmen (engl. The Isle of Voices) ist ein modernes hawaiianisches Märchen des schottischen Schriftstellers Robert Louis Stevenson, das 1893 in der Sammlung Island Nights' Entertainments erschien.

## Zeit und Ort
Keola lebt mit seiner Frau Lehua in der zweiten Hälfte des 19. Jahrhunderts auf Molokai. Im Wohnzimmer hängt eine Photographie der Königin Viktoria. Ein Dampfschiff, mit Konserven als Fracht, wird in Bälde anlegen.

## Inhalt
Ein anonymer Ich-Erzähler gibt zum Besten: Keola, der aus einer vornehmen hawaiianischen Familie stammt, kann nach der ehelichen Verbindung mit Lehua dem Müßiggang weiter frönen. Werden die Dollars knapp, zaubert sein Schwiegervater Kalamake neue Münzen aus Seemuscheln, die zuhauf am Strand herumliegen. Lehua ist gerade zu Besuch nach Kaunakakai unterwegs, als der nächste Dampfer mit Lebensmitteln erwartet wird. Die Familienkasse ist schon wieder leer. Keola darf dem Zauberer assistieren. Zwar ruckt und zuckt es ein klein wenig, doch der Dollar-Zauber funktioniert nach Keolas Eindruck erstaunlich gut.
Der Faulenzer Keola meidet weiter jede Beschäftigung und verlangt mehr. Eine Ziehharmonika soll als nächstes Stück hergezaubert werden. Lehua warnt den Gatten. Er solle sich lieber nicht gar zu sehr mit dem Vater einlassen. Natürlich hat der Ehemann kein Gehör. Keola hofft, der Schwiegervater werde das Musikinstrument während des nächsten Fischzuges besorgen. In Richtung Maui fährt das Boot über das Meer der Toten. Wer da über Bord geht, belehrt Kalamake, den zieht die Strömung nördlich aufs Weltmeer hinaus. Seine Gebeine würden unten bei den übrigen Toten versammelt und den Geist verschlängen die Götter. Angsteinflößend – der Körper des Schwiegervaters schwillt mächtig auf. Dieser riesengroße Hexenmeister zertrümmert das Boot und watet durch das tiefe Meer davon. Keola hat Glück. Der Maat eines Schoners auf der Fahrt nach Honolulu nimmt ihn an Bord. Dienst auf Deck ist auf die Dauer nicht Keolas Sache. Er springt in Ufernähe ins Wasser und erreicht schwimmend die Insel der Stimmen. Dort wird er freundlich aufgenommen und gut versorgt. Arbeiten muss Keola nicht. Ihm wird sogar eine Frau zugeteilt. Die junge Frau setzt den Ankömmling ins Bild. Die Stammesbrüder seien Kannibalen. Keola soll geschlachtet und gefressen werden. Der Mann flieht entsetzt vor seiner neuen Frau. Am Strand hört er überall flüsternde körperlose Stimmen „französisch, holländisch, russisch, chinesisch und Tamil“ sprechen. Die Insel befindet sich etwa drei Segelstunden südlich von Molokai und gehört zum Niederen oder Gefährlichen Archipel. Ihren Namen hat die Insel von oben genannten unsichtbaren Wesen – anscheinend Teufeln oder Gespenstern – die sich an der Küste unterhalten. Wer den Speer nach den Stimmen wirft, lebt nicht mehr lange.
Auf einmal will Keola sterben. So schnell wird nicht gestorben. Am nächsten Morgen schließt sich der Flüchtling dem allgegenwärtigen Lauf der Stimmen an. Diese bewegen sich in eine Richtung. Plötzlich, während der wilden Jagd, ist Lehua – unsichtbar – an Keolas Seite. Es stellt sich nun heraus, auch Lehua weiß, wie gezaubert wird. Mit denselben Utensilien wie bei der Dollarbeschaffung zaubert sich das junge Ehepaar auf die Insel Molokai nach Hause zurück. Wieder ein erträglicher Ruck und Keola sitzt mit Lehua in den eigenen vier Wänden.
Später dann vertraut sich Keola einem Missionar an. Dieser Mann Gottes verurteilt erst einmal Keolas Falschmünzerei. Keola spendet im Gegenzug großzügig Dollars für die missionarische Arbeit. Diese Stiftung wirkt zweifach. Der Missionar gibt Ruhe und der aufgeschwollene Schwiegervater ward nicht mehr gesehn.

## Rezeption
- Thomas Harbach in der Buchecke bei sf-radio.net,
- Oliver Kotowski im fantasyguide.de,
- 14. Mai 2013: Kurzbesprechung bei vigilie.de.

## Deutschsprachige Literatur

### Ausgaben
- Die Insel der Stimmen. S. 125–147 in Robert Louis Stevenson: In der Südsee. Erzählungen und Erlebnisse. Mit Illustrationen von Wolfgang Würfel. Übersetzer: Günter Löffler. Verlag Neues Leben, Berlin 1972. 390 Seiten
- Jorge Luis Borges (Hrsg.): Robert Louis Stevenson: Die Insel der Stimmen. Mit einem Vorwort des Herausgebers. (Übersetzer der vier enthaltenen Erzählungen: Maria Bamberg und Richard Mummendey) Edition Weitbrecht (Die Bibliothek von Babel 24), Stuttgart 1984. ISBN 3-522-71240-4. 142 Seiten
- Robert Louis Stevenson: Die Insel der Stimmen. S. 465–494. (Übersetzer: Curt Thesing) in Robert Louis Stevenson: Der weite Horizont. Erzählungen (Die Landfremde. Die tollen Männer. Der Leichenräuber. Villon. Die Vorsehung und die Gitarre. Die Geschichte einer Lüge. Der Schatz von Franchard.  Der Strand von Falesa. Die Insel der Stimmen. Der Flaschenteufel). Dieterich’sche Verlagsbuchhandlung, Leipzig 1987 (6. Aufl.), ISBN 3-7350-0026-6[A 2]
- Robert Louis Stevenson: Die Insel der Stimmen. Sprecher: Christian Rode. Übersetzerin: Nadine Mutz. Regie: Corinna Zimber. Audiobuch (CD), Freiburg im Breisgau 2008. ISBN 3-89964-189-2

### Sekundärliteratur
- Michael Reinbold: Robert Louis Stevenson. Rowohlt, Reinbek 1995, ISBN 3-499-50488-X.